# Bismarckturm (Hof)

Turminneres zu Beginn der Restaurationsarbeiten (April 2025)

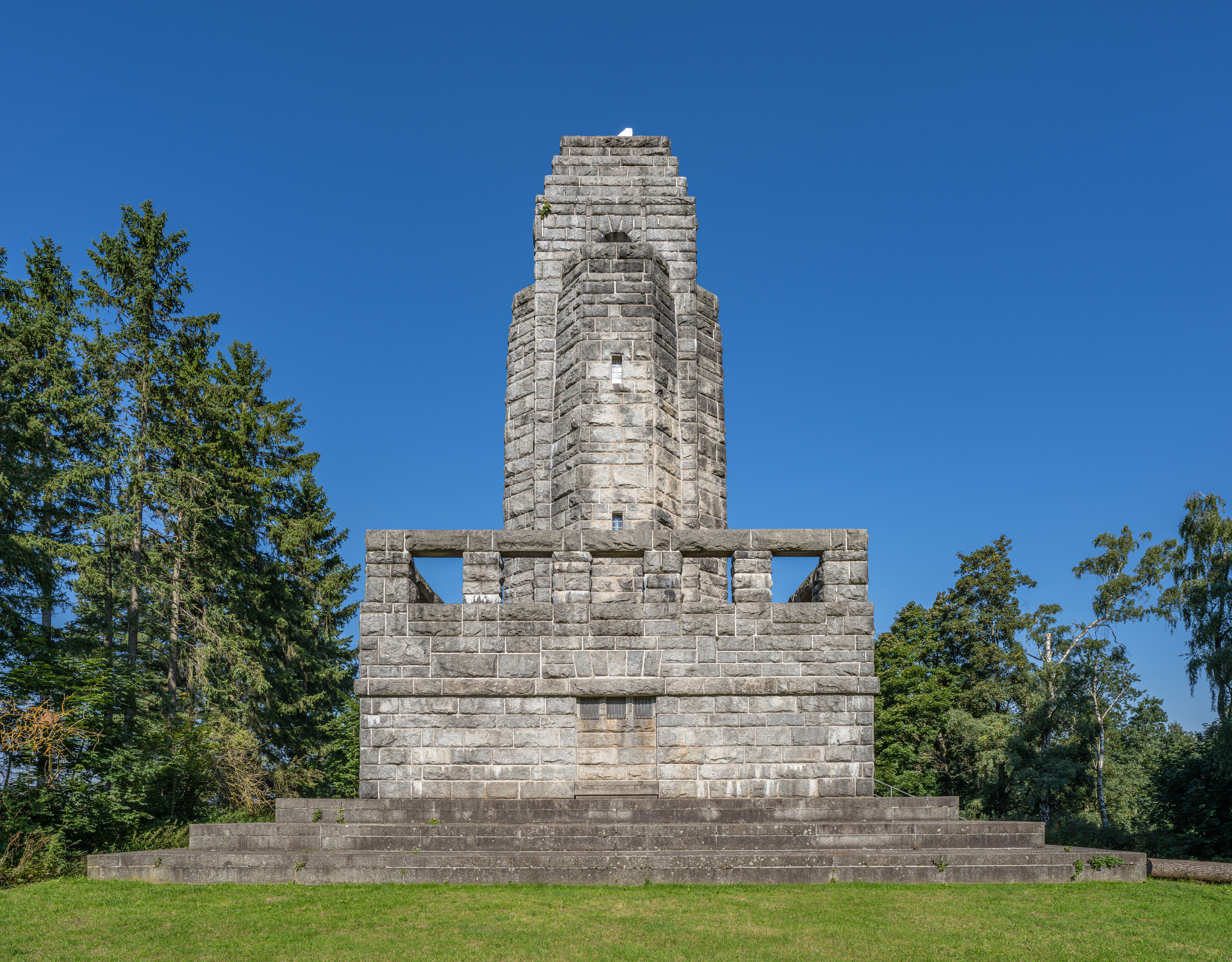
Seitenansicht (2021)

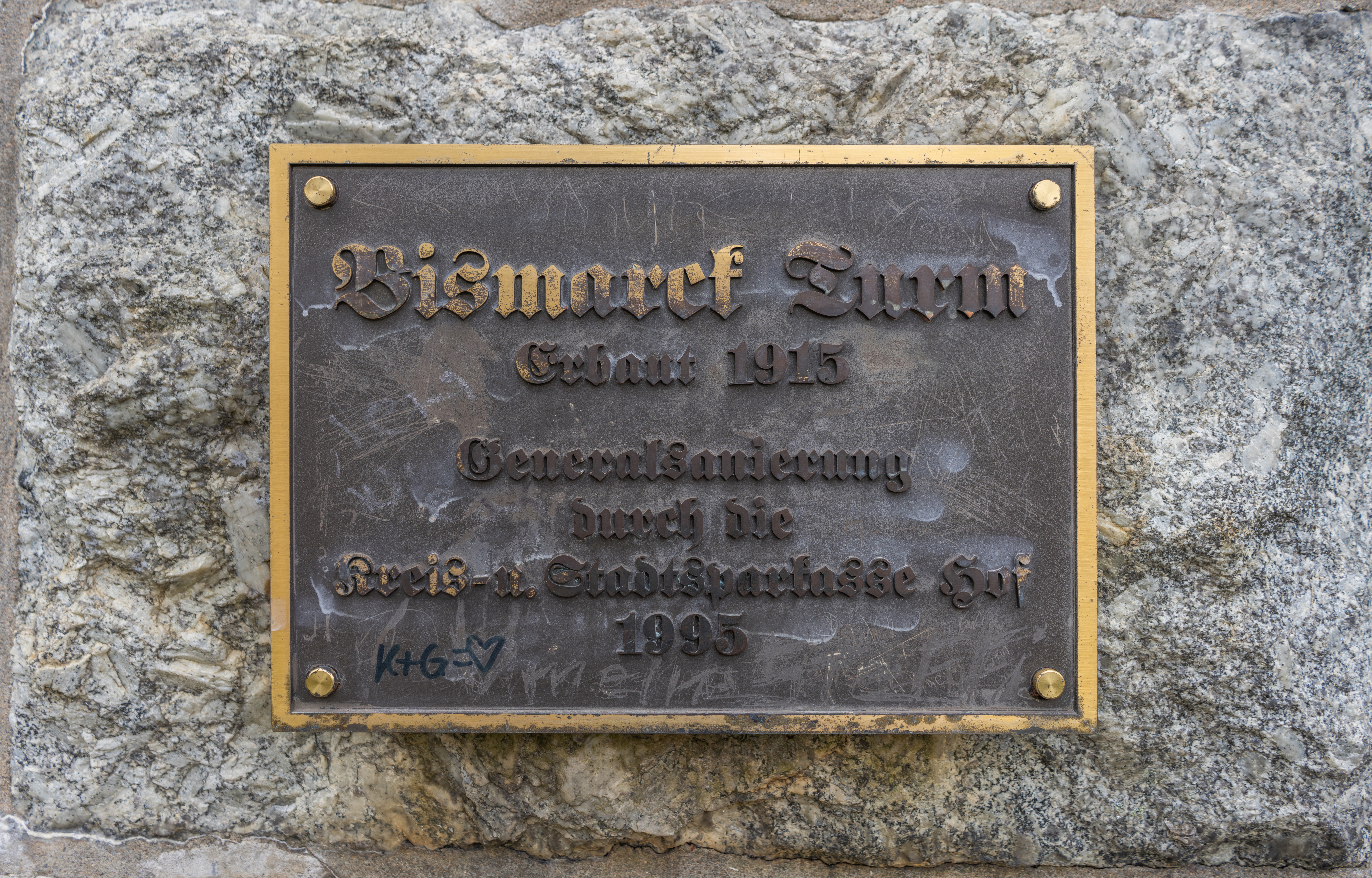
Gedächtnistafel

Der Bismarckturm ("Trutzige Wart") ist ein Aussichtsturm in der oberfränkischen Stadt Hof, der in den Jahren 1914–1915 gebaut wurde.
Zu den Hintergründen der Bismarckturmbewegung im Deutschen Reich siehe den Artikel Bismarckturm.

## Ehrungen der Stadt Hof für Bismarck
Im Jahre 1885 feierte Otto von Bismarck den 70. Geburtstag. In Hof wurde eine Bismarckeiche gepflanzt. Bismarck erhielt zehn Jahre später, noch zu Lebzeiten, die Ehrenbürgerwürde, weiterhin benannte man eine Straße und einen Teich nach ihm. Nach seiner Entlassung 1890 als Reichskanzler setzte in Deutschland eine beispiellose Bismarck-Verehrung ein, die sich nach dem Tod des Altkanzlers 1898 noch verstärkte. Der Hofer Bismarckturm war ein weiterer Ausdruck der Verehrung Bismarcks in der Bevölkerung.

## Geschichte

### Planungen
Am 28. April 1899 beschloss der Philister-Verband in Hof, eine Bismarcksäule errichten zu lassen und bei der Bevölkerung das Interesse dafür zu wecken.
Am 7. März 1900 wurde der Verein zur Erbauung einer Bismarckgedenksäule in Hof e. V. gegründet. Den Vorsitz übernahm der Königl. Hofrat und Arzt Arnold Franck. Die dreizehn Gründungsmitglieder dieses Vereins stammten aus dem Hofer Bürgertum (Pfarrer, Apotheker, Rechtsanwalt, Hofrat usw.). In den folgenden Jahren traten diesem Verein Menschen aller Bevölkerungsschichten aus Hof und Umgebung bei. Bezüglich des Lage des Turmes konnte man sich lange Zeit nicht auf einen geeigneten Standort einigen. Am 28. April 1910 wurde die Standortdiskussion durch eine Schenkung des Baugrundstückes auf dem Rosenbühl (597 Meter über NN) von Kommerzienrat und Brauereibesitzer Wilhelm Deininger beendet.
Insgesamt gingen bei einer Ausschreibung des Bauvorhabens 1910 zehn Entwürfe für eine Bismarck-Gedenksäule ein. Der am 20. Dezember 1910 eingereichte Entwurf „Trutzige Wart“ des Architekturbüros Stengel & Hofer aus München mit einem achteckigen Grundriss wurde vom Bismarckturmverein angenommen. Finanziert wurde der Bismarckturm durch Spenden einiger Industriebetriebe und von Privatpersonen in Hof. Der Kostenanschlag lag bei 84.000 Mark (1914).

### Bauarbeiten
Die Bauarbeiten für den Turm begannen am 3. Juni 1914. Als Baumaterialien wurden Granitblöcke aus den Steinbrüchen des nahen Fichtelgebirges verwendet, die vom Granitwerk Bibersberg in Marktleuthen (Inhaber Paul Jakob) angeliefert worden waren. Die Leitung der Arbeiten übernahm Stadtbaurat Albert Mollweide.
Bei der Grundsteinlegung am 27. September 1914 wurde im Rahmen einer kleinen Feier von Pfarrer Philipp Nürnberger die Grundsteinurkunde verlesen, die im Grundbau eingemauert wurde. Textauszug: „Es ist das Wort voll Geist und Leben, voll Mark und Kraft: Bismarck!“
Trotz Fertigstellung des Turmes im September 1915 erfolgte die Einweihung aufgrund des Ersten Weltkriegs erst am 13. Mai 1921. Bei der Einweihungsfeier sprach Pfarrer P. Nürnberger eine Dankesrede auf Bismarck, dem er für „die Einigung der deutschen Stämme und die Errichtung des Deutschen Reiches dankte“. Der „Schlußstein des Turmes“ wurde erst 1928 gelegt, als der noch bestehende Bismarckturmverein im Turm eine Bismarck-Büste aus Granit (Bildhauer Neuper/Weißenstadt) einweihte. Am 12. Januar 1921 ging der Bismarckturm in das Eigentum der Stadt Hof über, die den Schutz und die Unterhaltung des Turmes und der Anlagen übernahm.
Um den Turm wurde eine Parkanlage angelegt.

### Nutzung

Blick vom Turm Richtung Stadtzentrum (2025; noch nicht für die Öffentlichkeit freigegeben)

Der Bismarckturm wurde nach der Fertigstellung 1921 als Aussichtsturm bei gutem Wetter an Sonntagen vormittags und nachmittags geöffnet. Zwischen 1945 und 1963 war der Turm geschlossen. Zwischen Juni 1963 und Juli 1970 wurde er von knapp 34.500 Besuchern bestiegen.
Der Turm wurde 1995/96 generalsaniert. Im Jahre 2004 schlug der Blitz ein und beschädigte das Bauwerk. Die notwendigen Reparaturen wurden im März 2005 abgeschlossen. Von April 2005 bis Oktober 2010 war der Turm jährlich vom April bis Oktober geöffnet. Wegen Baufälligkeit wurde er im Herbst 2010 geschlossen.
Seit dem Jahr 2011 prüfen die Stadt Hof und private Initiativen die Möglichkeiten zur Finanzierung einer Sanierung.
2021 gab die Stadt ein Gutachten zur Sanierung in Auftrag. Der Verein ProHof stellt selbst finanzielle Beteiligung in Aussicht und hat zudem ein Spendenkonto eingerichtet.

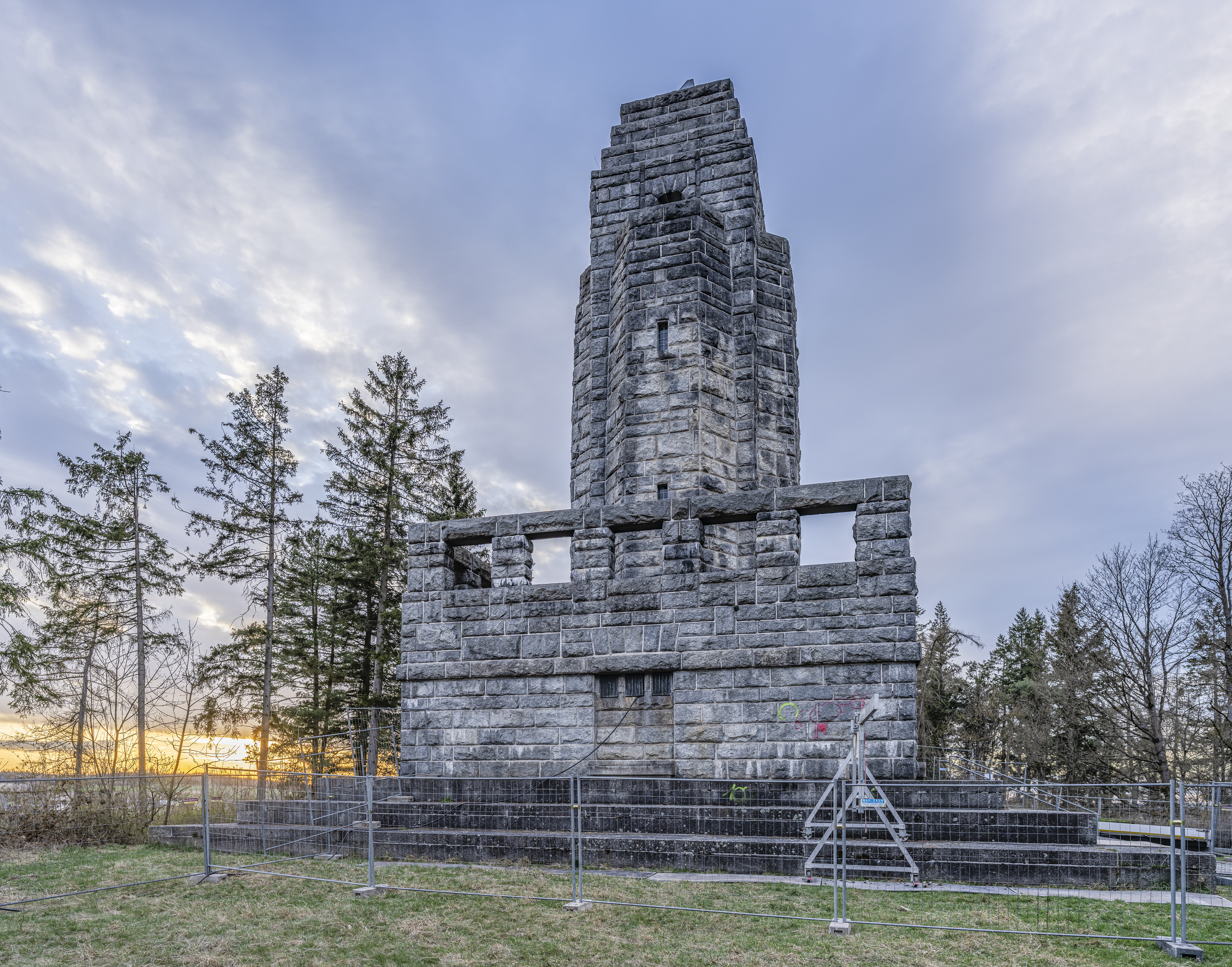
Vorbereitungen zu Sanierungsbeginn (April 2025)

Mit dem Beschluss des Hofer Stadtrates vom 22. April 2024 wurde die Sanierung des Bismarckturmes beschlossen. Der Stadtheimatpfleger der Stadt Hof, Leo Reichel, sammelte in den Jahren zuvor Spenden, um die Finanzierung der Sanierung zu stemmen. Die Kosten belaufen sich auf 742.000 €. Die Sanierungsarbeiten sind für 2025–2028 anberaumt. Ursache für die Sperrung ist unter anderem die Nässe, deren Auswirkungen ein Betreten gefährlich gestaltet. Mit Abschluss der Arbeiten ist eine Begehung wieder vorgesehen.

## Architektur

### Baustil
Zwischen 1890 und 1898 wurden Bismarcktürme überwiegend im mittelalterlichen Stil gebaut. Diese wurden im Gegensatz zu den figürlichen Denkmälern davor und danach außerorts auf erhöhten Punkten errichtet. Der Hofer Bismarckturm ist daher ein typischer Vertreter dieser Periode.

### Baubeschreibung
Der aus wuchtigen Granitquadern errichtete 25 m hohe Turm mit achteckigem Grundriss steht auf einem dreistufigen quadratischen terrassenartigen Sockelbau mit einer Seitenlänge von 13,5 m. Der achteckige Turm hat einen Durchmesser von 7,2 m. Auf einer Höhe von 20 m befinden sich auf Vorbauten Austritte nach den vier Himmelsrichtungen.
Über dem Eingang ist der Name BISMARCK angebracht. Über eine Eisenbetontreppe mit 118 Stufen gelangt man zur oberen Aussichtsplattform. Über dem Haupteingang an der Ostseite führen zwölf Stufen zum Sockelplateau. Vom Eingangsraum aus kommt man in den zentralen Gedächtnisraum, in dem die Büste Bismarcks aufgestellt ist. Von der Aussichtsplattform führen mehrere Eisenbetontreppen auf die zweite Aussichtsplattform. Nach weiteren 25 Stufen gelangt man auf die oberste Aussichtsplattform. Die runde Feuerschale auf der Turmspitze wurde Ende Juni 1964 entfernt und durch ein Münzfernrohr ersetzt.
Der Bismarckturm ist ein markanter Aussichtspunkt im Westen der Stadt, der eine gute Rundumsicht über die Stadt Hof ermöglicht.